# Rotbuntes Husumer Schwein

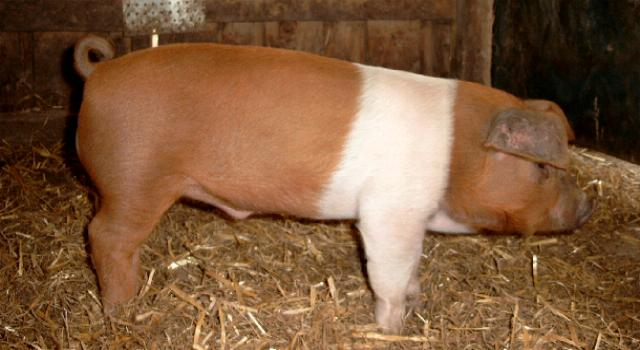
Eberferkel

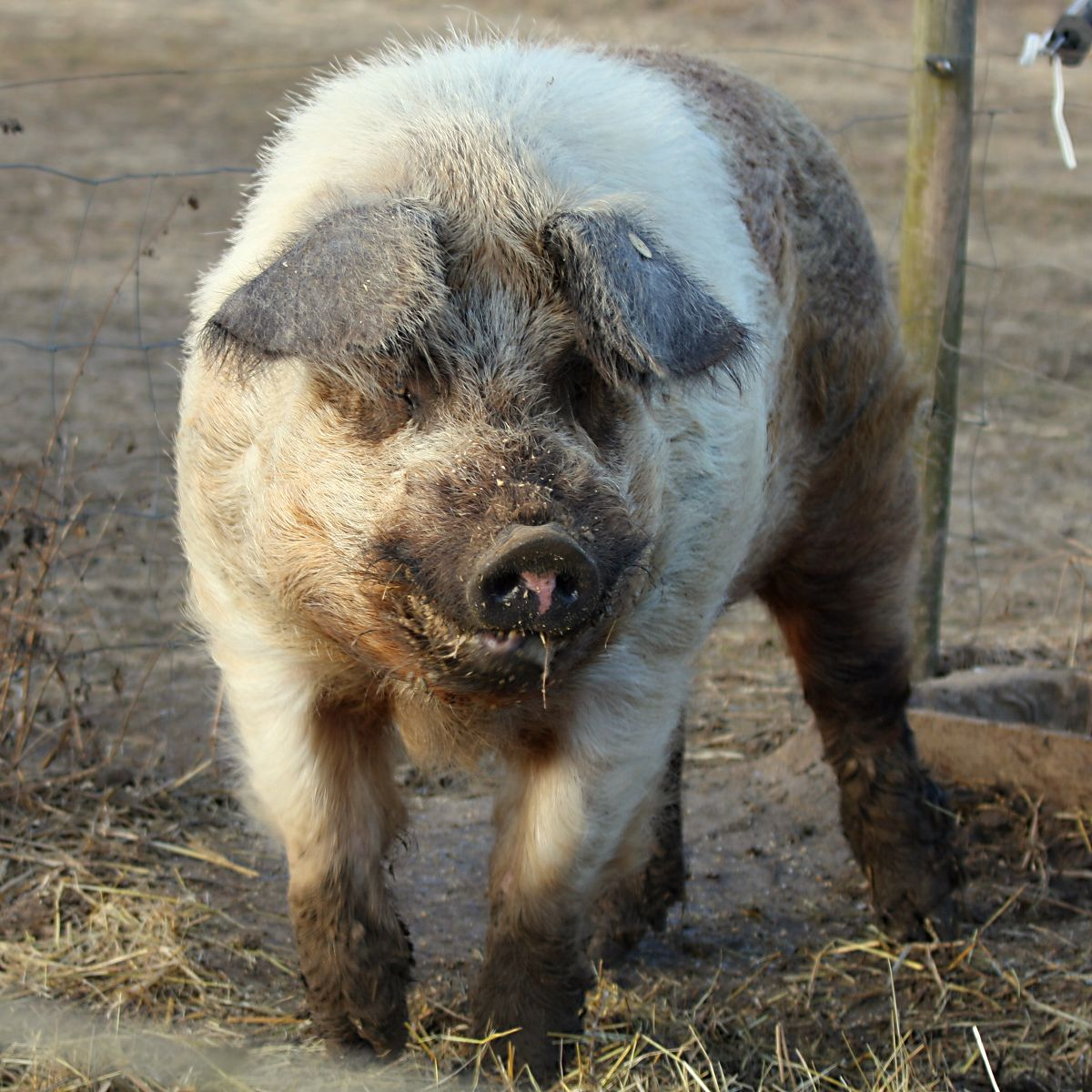
Ein vierjähriger Eber

Das Rotbunte Husumer Schwein oder Dänisches Protestschwein (offiziell: Deutsches Sattelschwein – Abteilung Rotbuntes Husumer Schwein) ist eine seltene, bedrohte Rasse des Hausschweins.

## Merkmale
Das rot gefärbte Tier mit seinem breiten weißen Querstreifen und dem Ansatz eines weißen Längsstreifens hat Ähnlichkeit mit den Farben der dänischen Flagge, des Dannebrog. Mit zunehmendem Alter kann sich bei Ebern eine starke Behaarung ausbilden. Das Tier wird etwa 92 cm hoch und wiegt maximal 350 kg.

## Zuchtgeschichte
Gezüchtet wurde das Tier Ende des 19./Anfang des 20. Jahrhunderts, als es den in Nordfriesland lebenden Dänen nach der preußischen und österreichischen Besetzung von Schleswig und Holstein verboten war, den Dannebrog zu hissen. Die dort lebenden dänischen Bauern wollten sich aber die rot-weiße Landesflagge nicht verbieten lassen. Aus dem Jahr 1881 ist überliefert, dass ein preußischer Polizeiposten aus Husum nach Berlin rapportierte, dass die dänischen Bauern rot-weiß gestreifte Schweine hielten. Eine Untersuchungskommission konnte nicht ermitteln, ob es sich um eine gezielte Züchtung oder eine schon länger existierende Rasse handelte. Gleichwohl ist anzunehmen, dass die rotbunten Schweine aus Protest gegen das Flaggenverbot demonstrativ gehalten wurden und somit „Flagge zeigten“. Daher der Name „Protestschwein“. Ursprungsrassen sind wahrscheinlich schwarzweißgescheckte holsteinische und jütländische Marschschweine, das englische Tamworth-Schwein und rotbunte Aufspaltungen des Angler Sattelschweins.
Der Vorgang hatte um 1911/12 noch ein kurioses Nachspiel in Österreich, das ebenfalls rot-weiße Flaggenfarben führt. Dort kam man auf die Idee, eine rotweiss gestreifte Schweinerasse zum österreichischen Nationalschwein zu deklarieren. Eine antikaiserliche Schmähschrift gegen den „Saustall Hofburg“ machte dem Projekt eines „Kaiserschweins“ ein schnelles Ende.
1954 wurde das Rotbunte Husumer als Rasse anerkannt, aber nachdem 1968 letztmals eine Geburt verzeichnet wurde, galt die Rasse als erloschen. Erst 1984 tauchten wieder Schweine auf, die dem alten Rassebild entsprachen. Es gründete sich die Interessengemeinschaft Rotbuntes Husumer Schwein, die diese Tiere weiterzüchtete. Seit 1996 existiert der Förderverein Rotbuntes Husumer Schwein e. V., der offiziell die Bestände kennzeichnet und erfasst. Zuchtbestände finden sich beispielsweise im Zoologischen Garten Berlin, im Erlebnis-Zoo Hannover, im Tierpark Arche Warder bei Kiel, in der ZOOM Erlebniswelt Gelsenkirchen, in Dalmsdorf (Mecklenburg), Hof Lütjensee und auf dem Archehof Blumencron. Auch der Tierpark Hagenbeck in Hamburg, der Zoo Dortmund, der Tierpark Krüzen und die Nature Life Ranch in Schwabenheim halten kleine Populationen. In der Archeregion Flusslandschaft Elbe kümmert man sich ebenfalls um die Erhaltung der Rasse, dort wird das Dänische Protestschwein in der Nähe von Amt Neuhaus gehalten. Heute leben weltweit ungefähr 140 Exemplare. Das Land Schleswig-Holstein fördert wegen des kulturellen Wertes den Erhalt der Rasse, obgleich es sich nicht mehr um die reinrassige Form, sondern nur um Mischlinge handelt, die allerdings wegen strenger Zuchtauswahl wieder dem alten Rassebild entsprechen.

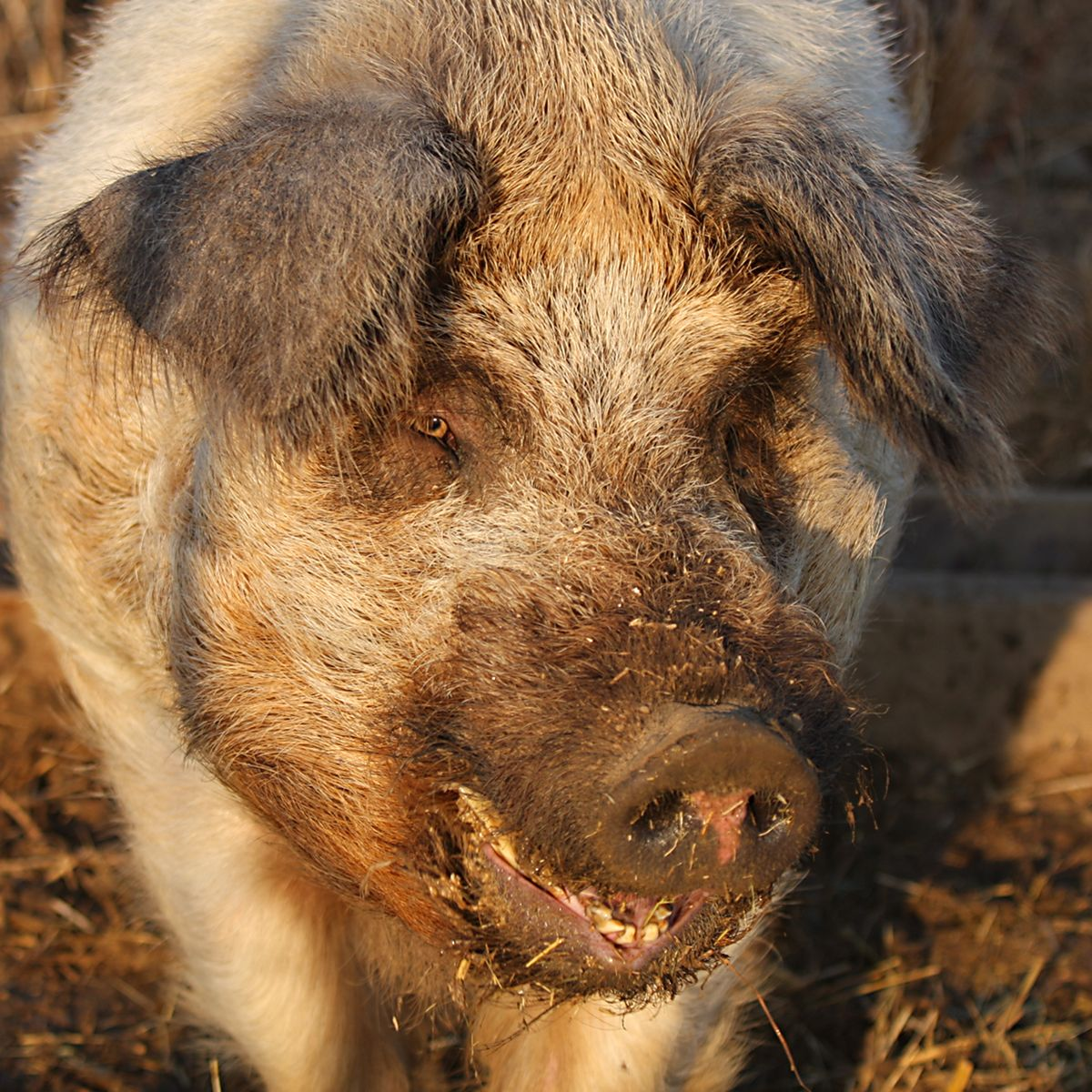
Deutlich zu sehen ist die starke Behaarung
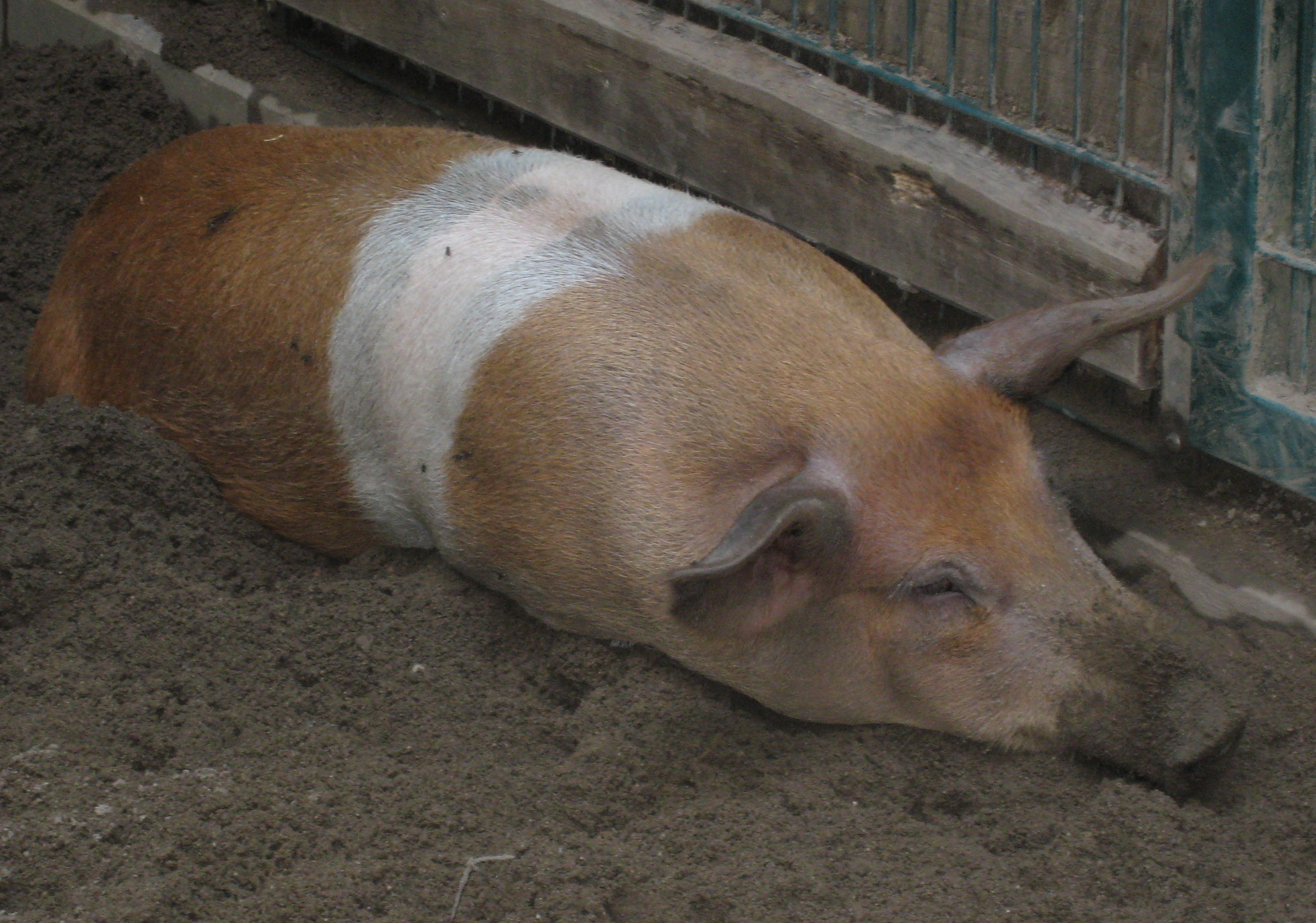
Eine Husumer Sau im Zoo Dortmund
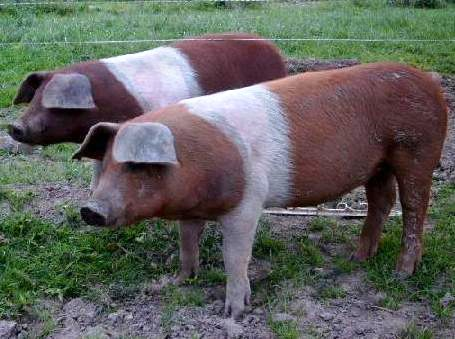
Zwei Ferkel
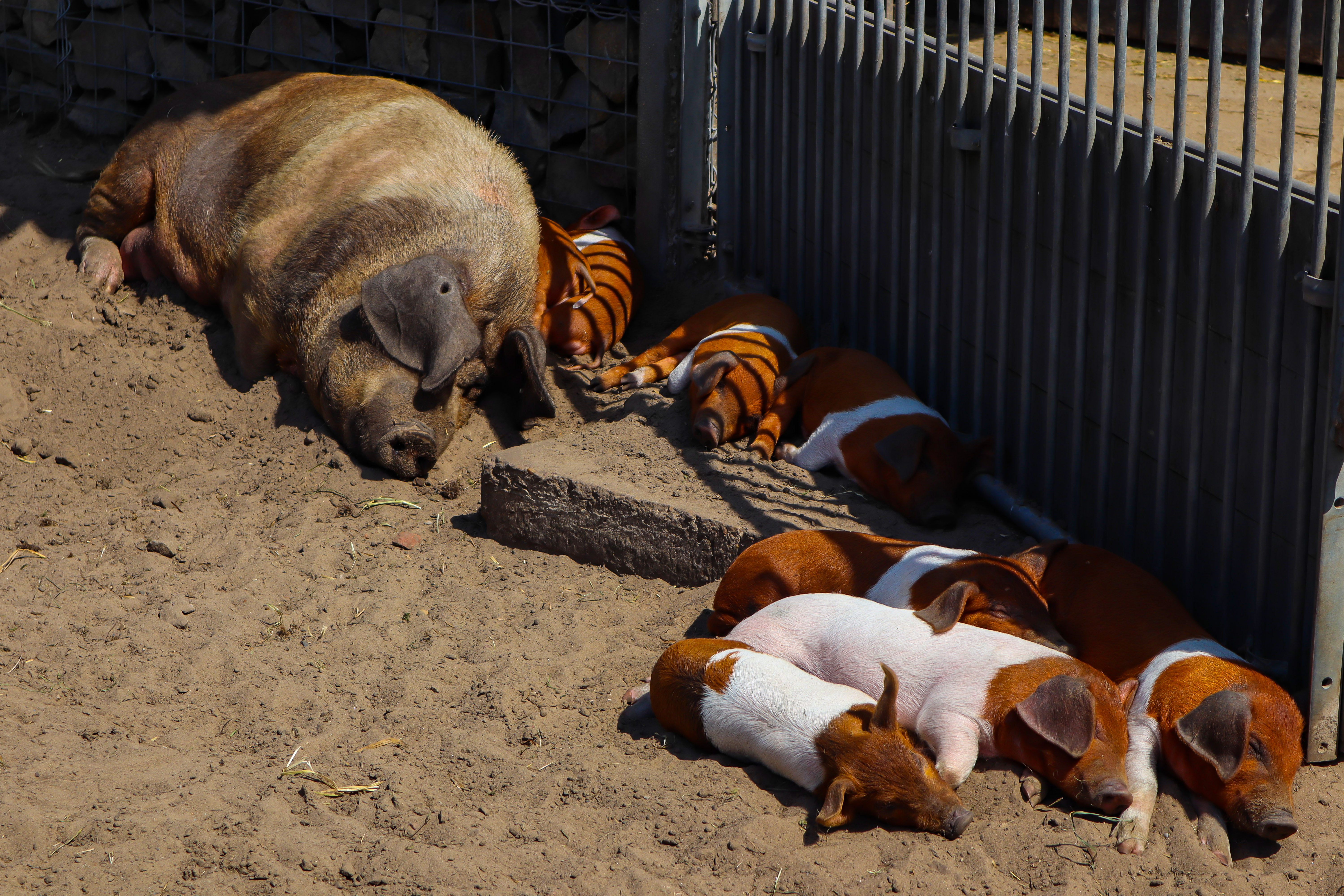
Husumer Sau mit Ferkeln